# Andy Mackay

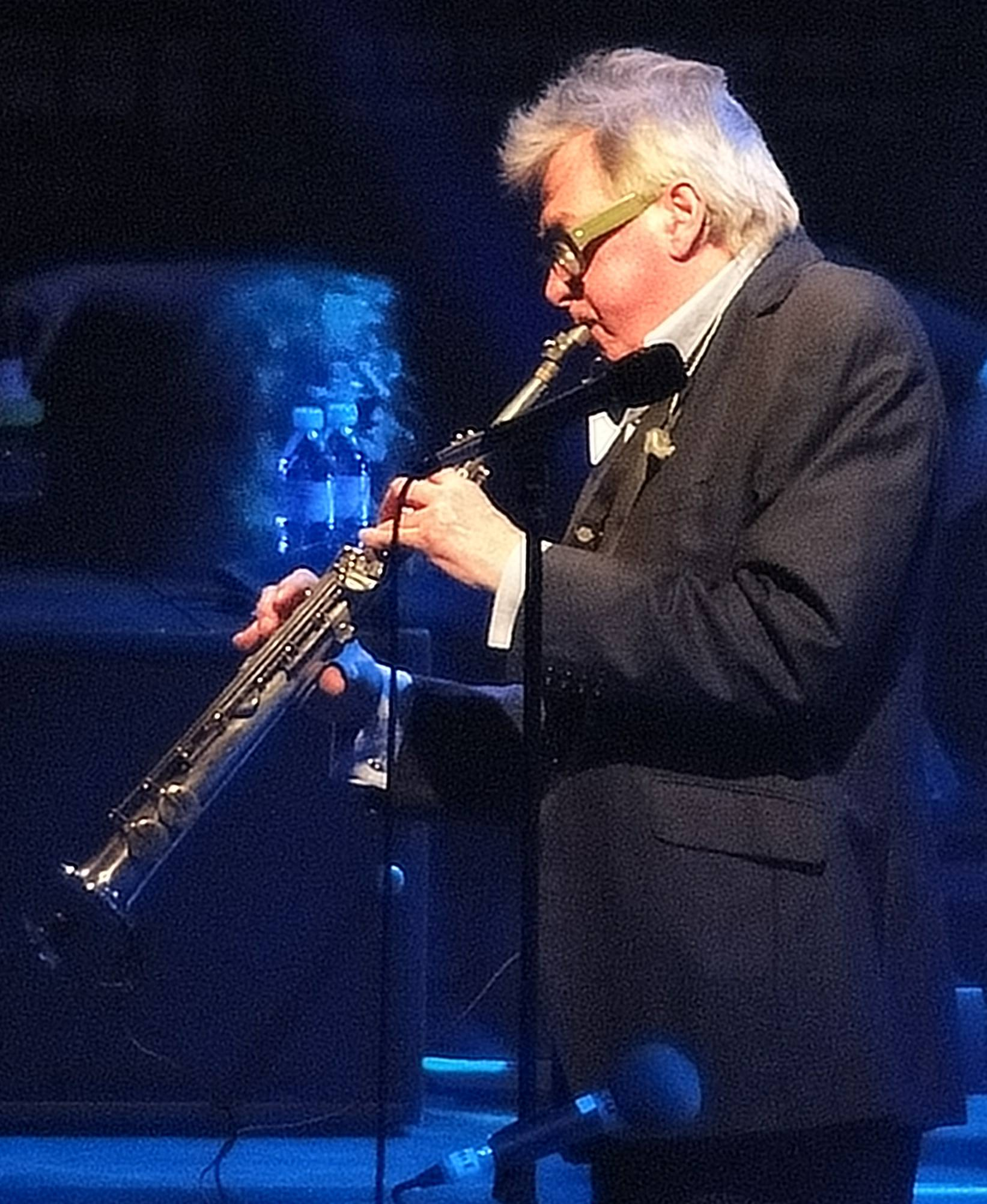
Mackay con Roxy Music en el año 2011

Andrew "Andy" Mackay (23 de julio de 1946) es un multi-instrumentista inglés, popular por ser uno de los miembros fundadores de la agrupación de glam rock Roxy Music. Además, ha sido profesor de música y músico de sesión para otras bandas. Fundó el proyecto Andy Mackay + The Metaphors, con el que lanzó un álbum en el 2009.

## Discografía

### Solista
- In Search of Eddie Riff (1974)
- Resolving Contradictions (1978)
- SAMAS Music for the Senses (2004)
- London! New York! Paris! Rome! (2009)

### Rock Follies
- Rock Follies (1976)
- Rock Follies of '77 (1977)

### Explorers/Manzanera and Mackay
- The Explorers (1985)
- Crack The Whip (1988)
- Up In Smoke (1988)
- The Explorers Live at the Palace (1997)
- The Complete Explorers (2001)

### Players
- Christmas (1989)

### Andy Mackay + The Metaphors
- London! Paris! New York! Rome! (2009)